# Balogh Sámuel
Fertősalmási Balogh Sámuel (vagy Almási Balogh) (Nagybarca, 1796. június 6. – Serke, 1867. október 15.) református lelkész, író, műfordító, a Magyar Tudományos Akadémia levelező tagja.

## Élete
Apja Balogh Mózes, nagybarcai református lelkész, anyja Kökényesdy Erzsébet volt. 1796. október 13-án keresztelték. Iskoláit Rimaszombatban kezdte és Sárospatakon végezte 1819-ben; közben egy évet a késmárki líceumban, egyet Mikolán, a Szirmay-családnál mint nevelő töltött. Pataki tanulmányai befejeztével a putnoki partikulában tanított, egy év múlva segédlelkésznek rendelték Zsipbe. Otrokocson (1825), Sajókesziben (1826), Naprágyban (1832), majd Serkén (1834) választották lelkésznek. Haláláig e gömöri-honti kisközség protestáns lelkipásztora maradt.
1858. december 18-án választották az Akadémia levelező tagjává.
Testvére volt Almási Balogh Pál híres orvosprofesszor, a Magyar Tudományos Akadémia rendes tagja és Balogh József költő.
Irodalmi működését nyelvtani dolgozatokkal kezdte a Tudományos Gyűjteményben 1819-ben és ugyanott filozófiai, esztétikai, irodalmi s vegyes tárgyú cikkei is megjelentek (1822−25. 1827. 1831. 1839.); továbbá a következő lapokba és folyóiratokba írt: Szépliteraturai Ajándék (1819. 1821−23.), Sas (1831−32.), Kritikai Lapok (III. X. k. 1833.), Literaturai Lapok (1836. 1841.), Századunk (1839.), Tudománytár (1837-43.), Budapesti Hiradó (1846. 13. sz.) és a Magyar Akadémiai Értesítő (1859. III. és új folyam 1866. V. k.). Szépirodalmi tanulmányai jelentek meg az Érzékeny történetek című kötetben (Kolozsvár, 1832.) és az Aurórában (1834.) A Közhasznu Esmeretek Tárában 174 cikke jelent meg. − A szépről és fenségesről írt filozófiai pályaművét az Akadémia 1842-ben 100 arannyal és ezüst serleggel jutalmazta.
Érdekesség, hogy ő ismertette meg a magyar irodalmat Kiss Józseffel, a később híressé váló költővel.

## Munkái
- Áhítatosság órái. Buda, 1828–30. (1. 2. 3. és 6. kötet. A. B. S. alájegyzéssel.)
- A Különcz. Rajzolatja az Emberi szívnek. Lafontaine után. Pest, 1829. (3 kötet) Első Rész Második Rész Harmadik Rész
- Az ezüst lakodalom. Nézőjáték öt felv. Kotzebue után. Kolozsvár, 1831.
- Érzékeny történetek I. A szegény Dorkó J. S. után. II. Margit, Kotzebue után. Kolozsvár, 1832.
- Halotti tanítás, néhai Losoitczy Judit asszony, tekint. Tornallyay Antal ur hitvese felett. Rozsnyó, 1837.

Kéziratai: Még egy szó a menyasszony fektetésről Gömörben és vegyes tárgyú költemények az Országos Széchényi Könyvtárban.

## Az almási Balogh-család
Források:
|                                 |                                 |                                 |                                 |                                   |                                   |                                   |                                   |                                   |                                   |                                  |                                  |                                                                |                                                                |                                                                |                                                                |                                                                |                                                                |                            |                            |                            |                            |  |  | Balogh Dávid (?–1810 k.)                     |                                              |                                              |                                              |                                               |                                               |                                               |                                               |                                                  |                                                  |                                                  |                                                  |                                                  |                                                  |                                     |                                     |                                     |                                     |  |  |                                           |                                           |                                           |                                           |                                           |                                           |  |  |  |  |  |  |  |  |  |  |  |  |  |  |  |  |  |  |  |  |  |  |  |  |  |  |  |  |  |  |
|                                 |                                 |                                 |                                 |                                   |                                   |                                   |                                   |                                   |                                   |                                  |                                  |                                                                |                                                                |                                                                |                                                                |                                                                |                                                                |                            |                            |                            |                            |  |  |                                              |                                              |                                              |                                              |                                               |                                               |                                               |                                               |                                                  |                                                  |                                                  |                                                  |                                                  |                                                  |                                     |                                     |                                     |                                     |  |  |                                           |                                           |                                           |                                           |                                           |                                           |  |  |  |  |  |  |  |  |  |  |  |  |  |  |  |  |  |  |  |  |  |  |  |  |  |  |  |  |  |  |
|                                 |                                 |                                 |                                 |                                   |                                   |                                   |                                   |                                   |                                   |                                  |                                  |                                                                |                                                                |                                                                |                                                                |                                                                |                                                                |                            |                            |                            |                            |  |  |                                              |                                              |                                              |                                              |                                               |                                               |                                               |                                               |                                                  |                                                  |                                                  |                                                  |                                                  |                                                  |                                     |                                     |                                     |                                     |  |  |                                           |                                           |                                           |                                           |                                           |                                           |  |  |  |  |  |  |  |  |  |  |  |  |  |  |  |  |  |  |  |  |  |  |  |  |  |  |  |  |  |  |
|                                 |                                 |                                 |                                 |                                   |                                   |                                   |                                   |                                   |                                   |                                  |                                  |                                                                |                                                                |                                                                |                                                                | Balogh Mózes (?–1809 után)                                     | Balogh Mózes (?–1809 után)                                     | Balogh Mózes (?–1809 után) | Balogh Mózes (?–1809 után) | Balogh Mózes (?–1809 után) | Balogh Mózes (?–1809 után) |  |  | Balogh Ábrahám (?) abaújszántói ref. lelkész | Balogh Ábrahám (?) abaújszántói ref. lelkész | Balogh Ábrahám (?) abaújszántói ref. lelkész | Balogh Ábrahám (?) abaújszántói ref. lelkész | Balogh Ábrahám (?) abaújszántói ref. lelkész  | Balogh Ábrahám (?) abaújszántói ref. lelkész  |                                               |                                               | Balogh Dániel (1780–?) nagyszöllősi ref. lelkész | Balogh Dániel (1780–?) nagyszöllősi ref. lelkész | Balogh Dániel (1780–?) nagyszöllősi ref. lelkész | Balogh Dániel (1780–?) nagyszöllősi ref. lelkész | Balogh Dániel (1780–?) nagyszöllősi ref. lelkész | Balogh Dániel (1780–?) nagyszöllősi ref. lelkész |                                     |                                     |                                     |                                     |  |  |                                           |                                           |                                           |                                           |                                           |                                           |  |  |  |  |  |  |  |  |  |  |  |  |  |  |  |  |  |  |  |  |  |  |  |  |  |  |  |  |  |  |
|                                 |                                 |                                 |                                 |                                   |                                   |                                   |                                   |                                   |                                   |                                  |                                  |                                                                |                                                                |                                                                |                                                                | Balogh Mózes (?–1809 után)                                     | Balogh Mózes (?–1809 után)                                     | Balogh Mózes (?–1809 után) | Balogh Mózes (?–1809 után) | Balogh Mózes (?–1809 után) | Balogh Mózes (?–1809 után) |  |  | Balogh Ábrahám (?) abaújszántói ref. lelkész | Balogh Ábrahám (?) abaújszántói ref. lelkész | Balogh Ábrahám (?) abaújszántói ref. lelkész | Balogh Ábrahám (?) abaújszántói ref. lelkész | Balogh Ábrahám (?) abaújszántói ref. lelkész  | Balogh Ábrahám (?) abaújszántói ref. lelkész  |                                               |                                               | Balogh Dániel (1780–?) nagyszöllősi ref. lelkész | Balogh Dániel (1780–?) nagyszöllősi ref. lelkész | Balogh Dániel (1780–?) nagyszöllősi ref. lelkész | Balogh Dániel (1780–?) nagyszöllősi ref. lelkész | Balogh Dániel (1780–?) nagyszöllősi ref. lelkész | Balogh Dániel (1780–?) nagyszöllősi ref. lelkész |                                     |                                     |                                     |                                     |  |  |                                           |                                           |                                           |                                           |                                           |                                           |  |  |  |  |  |  |  |  |  |  |  |  |  |  |  |  |  |  |  |  |  |  |  |  |  |  |  |  |  |  |
|                                 |                                 |                                 |                                 |                                   |                                   |                                   |                                   |                                   |                                   |                                  |                                  |                                                                |                                                                |                                                                |                                                                |                                                                |                                                                |                            |                            |                            |                            |  |  |                                              |                                              |                                              |                                              |                                               |                                               |                                               |                                               |                                                  |                                                  |                                                  |                                                  |                                                  |                                                  |                                     |                                     |                                     |                                     |  |  |                                           |                                           |                                           |                                           |                                           |                                           |  |  |  |  |  |  |  |  |  |  |  |  |  |  |  |  |  |  |  |  |  |  |  |  |  |  |  |  |  |  |
|                                 |                                 |                                 |                                 |                                   |                                   |                                   |                                   | Balogh Pál (1794–1867) orvos      | Balogh Pál (1794–1867) orvos      | Balogh Pál (1794–1867) orvos     | Balogh Pál (1794–1867) orvos     | Balogh Pál (1794–1867) orvos                                   | Balogh Pál (1794–1867) orvos                                   |                                                                |                                                                |                                                                |                                                                |                            |                            |                            |                            |  |  |                                              |                                              |                                              |                                              | Balogh Sámuel (1796–1867) serkei ref. lelkész | Balogh Sámuel (1796–1867) serkei ref. lelkész | Balogh Sámuel (1796–1867) serkei ref. lelkész | Balogh Sámuel (1796–1867) serkei ref. lelkész | Balogh Sámuel (1796–1867) serkei ref. lelkész    | Balogh Sámuel (1796–1867) serkei ref. lelkész    |                                                  |                                                  | Balogh József (1797–1884) költő                  | Balogh József (1797–1884) költő                  | Balogh József (1797–1884) költő     | Balogh József (1797–1884) költő     | Balogh József (1797–1884) költő     | Balogh József (1797–1884) költő     |  |  | Balog Ferenc (1801–?) Gömör megye ügyésze | Balog Ferenc (1801–?) Gömör megye ügyésze | Balog Ferenc (1801–?) Gömör megye ügyésze | Balog Ferenc (1801–?) Gömör megye ügyésze | Balog Ferenc (1801–?) Gömör megye ügyésze | Balog Ferenc (1801–?) Gömör megye ügyésze |  |  |  |  |  |  |  |  |  |  |  |  |  |  |  |  |  |  |  |  |  |  |  |  |  |  |  |  |  |  |
|                                 |                                 |                                 |                                 |                                   |                                   |                                   |                                   | Balogh Pál (1794–1867) orvos      | Balogh Pál (1794–1867) orvos      | Balogh Pál (1794–1867) orvos     | Balogh Pál (1794–1867) orvos     | Balogh Pál (1794–1867) orvos                                   | Balogh Pál (1794–1867) orvos                                   |                                                                |                                                                |                                                                |                                                                |                            |                            |                            |                            |  |  |                                              |                                              |                                              |                                              | Balogh Sámuel (1796–1867) serkei ref. lelkész | Balogh Sámuel (1796–1867) serkei ref. lelkész | Balogh Sámuel (1796–1867) serkei ref. lelkész | Balogh Sámuel (1796–1867) serkei ref. lelkész | Balogh Sámuel (1796–1867) serkei ref. lelkész    | Balogh Sámuel (1796–1867) serkei ref. lelkész    |                                                  |                                                  | Balogh József (1797–1884) költő                  | Balogh József (1797–1884) költő                  | Balogh József (1797–1884) költő     | Balogh József (1797–1884) költő     | Balogh József (1797–1884) költő     | Balogh József (1797–1884) költő     |  |  | Balog Ferenc (1801–?) Gömör megye ügyésze | Balog Ferenc (1801–?) Gömör megye ügyésze | Balog Ferenc (1801–?) Gömör megye ügyésze | Balog Ferenc (1801–?) Gömör megye ügyésze | Balog Ferenc (1801–?) Gömör megye ügyésze | Balog Ferenc (1801–?) Gömör megye ügyésze |  |  |  |  |  |  |  |  |  |  |  |  |  |  |  |  |  |  |  |  |  |  |  |  |  |  |  |  |  |  |
|                                 |                                 |                                 |                                 |                                   |                                   |                                   |                                   |                                   |                                   |                                  |                                  |                                                                |                                                                |                                                                |                                                                |                                                                |                                                                |                            |                            |                            |                            |  |  |                                              |                                              |                                              |                                              |                                               |                                               |                                               |                                               |                                                  |                                                  |                                                  |                                                  |                                                  |                                                  |                                     |                                     |                                     |                                     |  |  |                                           |                                           |                                           |                                           |                                           |                                           |  |  |  |  |  |  |  |  |  |  |  |  |  |  |  |  |  |  |  |  |  |  |  |  |  |  |  |  |  |  |
| Balogh Zoltán (1833–1878) költő | Balogh Zoltán (1833–1878) költő | Balogh Zoltán (1833–1878) költő | Balogh Zoltán (1833–1878) költő | Balogh Zoltán (1833–1878) költő   | Balogh Zoltán (1833–1878) költő   |                                   |                                   | Balogh Tihamér (1838–1907) orvos  | Balogh Tihamér (1838–1907) orvos  | Balogh Tihamér (1838–1907) orvos | Balogh Tihamér (1838–1907) orvos | Balogh Tihamér (1838–1907) orvos                               | Balogh Tihamér (1838–1907) orvos                               |                                                                |                                                                | Albin (1846–?)                                                 | Albin (1846–?)                                                 | Albin (1846–?)             | Albin (1846–?)             | Albin (1846–?)             | Albin (1846–?)             |  |  | Béla (1828–1892) putnoki ref. lelkész        | Béla (1828–1892) putnoki ref. lelkész        | Béla (1828–1892) putnoki ref. lelkész        | Béla (1828–1892) putnoki ref. lelkész        | Béla (1828–1892) putnoki ref. lelkész         | Béla (1828–1892) putnoki ref. lelkész         |                                               |                                               | Sámuel (1840–1899) adófőfelügyelő                | Sámuel (1840–1899) adófőfelügyelő                | Sámuel (1840–1899) adófőfelügyelő                | Sámuel (1840–1899) adófőfelügyelő                | Sámuel (1840–1899) adófőfelügyelő                | Sámuel (1840–1899) adófőfelügyelő                |                                     |                                     |                                     |                                     |  |  |                                           |                                           |                                           |                                           |                                           |                                           |  |  |  |  |  |  |  |  |  |  |  |  |  |  |  |  |  |  |  |  |  |  |  |  |  |  |  |  |  |  |
| Balogh Zoltán (1833–1878) költő | Balogh Zoltán (1833–1878) költő | Balogh Zoltán (1833–1878) költő | Balogh Zoltán (1833–1878) költő | Balogh Zoltán (1833–1878) költő   | Balogh Zoltán (1833–1878) költő   |                                   |                                   | Balogh Tihamér (1838–1907) orvos  | Balogh Tihamér (1838–1907) orvos  | Balogh Tihamér (1838–1907) orvos | Balogh Tihamér (1838–1907) orvos | Balogh Tihamér (1838–1907) orvos                               | Balogh Tihamér (1838–1907) orvos                               |                                                                |                                                                | Albin (1846–?)                                                 | Albin (1846–?)                                                 | Albin (1846–?)             | Albin (1846–?)             | Albin (1846–?)             | Albin (1846–?)             |  |  | Béla (1828–1892) putnoki ref. lelkész        | Béla (1828–1892) putnoki ref. lelkész        | Béla (1828–1892) putnoki ref. lelkész        | Béla (1828–1892) putnoki ref. lelkész        | Béla (1828–1892) putnoki ref. lelkész         | Béla (1828–1892) putnoki ref. lelkész         |                                               |                                               | Sámuel (1840–1899) adófőfelügyelő                | Sámuel (1840–1899) adófőfelügyelő                | Sámuel (1840–1899) adófőfelügyelő                | Sámuel (1840–1899) adófőfelügyelő                | Sámuel (1840–1899) adófőfelügyelő                | Sámuel (1840–1899) adófőfelügyelő                |                                     |                                     |                                     |                                     |  |  |                                           |                                           |                                           |                                           |                                           |                                           |  |  |  |  |  |  |  |  |  |  |  |  |  |  |  |  |  |  |  |  |  |  |  |  |  |  |  |  |  |  |
|                                 |                                 |                                 |                                 |                                   |                                   |                                   |                                   |                                   |                                   |                                  |                                  |                                                                |                                                                |                                                                |                                                                |                                                                |                                                                |                            |                            |                            |                            |  |  |                                              |                                              |                                              |                                              |                                               |                                               |                                               |                                               |                                                  |                                                  |                                                  |                                                  |                                                  |                                                  |                                     |                                     |                                     |                                     |  |  |                                           |                                           |                                           |                                           |                                           |                                           |  |  |  |  |  |  |  |  |  |  |  |  |  |  |  |  |  |  |  |  |  |  |  |  |  |  |  |  |  |  |
|                                 |                                 |                                 |                                 | Balogh Loránd (1869–1945) építész | Balogh Loránd (1869–1945) építész | Balogh Loránd (1869–1945) építész | Balogh Loránd (1869–1945) építész | Balogh Loránd (1869–1945) építész | Balogh Loránd (1869–1945) építész |                                  |                                  | Balogh Elemér (1871–1938) a Hangya Szövetkezet vezérigazgatója | Balogh Elemér (1871–1938) a Hangya Szövetkezet vezérigazgatója | Balogh Elemér (1871–1938) a Hangya Szövetkezet vezérigazgatója | Balogh Elemér (1871–1938) a Hangya Szövetkezet vezérigazgatója | Balogh Elemér (1871–1938) a Hangya Szövetkezet vezérigazgatója | Balogh Elemér (1871–1938) a Hangya Szövetkezet vezérigazgatója |                            |                            |                            |                            |  |  |                                              |                                              |                                              |                                              | József (1875–?) tüzérfőhadnagy                | József (1875–?) tüzérfőhadnagy                | József (1875–?) tüzérfőhadnagy                | József (1875–?) tüzérfőhadnagy                | József (1875–?) tüzérfőhadnagy                   | József (1875–?) tüzérfőhadnagy                   |                                                  |                                                  | Aladár (1880–?) méneskari főhadnagy              | Aladár (1880–?) méneskari főhadnagy              | Aladár (1880–?) méneskari főhadnagy | Aladár (1880–?) méneskari főhadnagy | Aladár (1880–?) méneskari főhadnagy | Aladár (1880–?) méneskari főhadnagy |  |  |                                           |                                           |                                           |                                           |                                           |                                           |  |  |  |  |  |  |  |  |  |  |  |  |  |  |  |  |  |  |  |  |  |  |  |  |  |  |  |  |  |  |
|                                 |                                 |                                 |                                 | Balogh Loránd (1869–1945) építész | Balogh Loránd (1869–1945) építész | Balogh Loránd (1869–1945) építész | Balogh Loránd (1869–1945) építész | Balogh Loránd (1869–1945) építész | Balogh Loránd (1869–1945) építész |                                  |                                  | Balogh Elemér (1871–1938) a Hangya Szövetkezet vezérigazgatója | Balogh Elemér (1871–1938) a Hangya Szövetkezet vezérigazgatója | Balogh Elemér (1871–1938) a Hangya Szövetkezet vezérigazgatója | Balogh Elemér (1871–1938) a Hangya Szövetkezet vezérigazgatója | Balogh Elemér (1871–1938) a Hangya Szövetkezet vezérigazgatója | Balogh Elemér (1871–1938) a Hangya Szövetkezet vezérigazgatója |                            |                            |                            |                            |  |  |                                              |                                              |                                              |                                              | József (1875–?) tüzérfőhadnagy                | József (1875–?) tüzérfőhadnagy                | József (1875–?) tüzérfőhadnagy                | József (1875–?) tüzérfőhadnagy                | József (1875–?) tüzérfőhadnagy                   | József (1875–?) tüzérfőhadnagy                   |                                                  |                                                  | Aladár (1880–?) méneskari főhadnagy              | Aladár (1880–?) méneskari főhadnagy              | Aladár (1880–?) méneskari főhadnagy | Aladár (1880–?) méneskari főhadnagy | Aladár (1880–?) méneskari főhadnagy | Aladár (1880–?) méneskari főhadnagy |  |  |                                           |                                           |                                           |                                           |                                           |                                           |  |  |  |  |  |  |  |  |  |  |  |  |  |  |  |  |  |  |  |  |  |  |  |  |  |  |  |  |  |  |